# Torsten Wahlund
Karl Torsten Wahlund (født 10. februar 1938, død 16. januar 2024) var en svensk skuespiller. Han studerede på Dramatens elevskola og debuterede på film i 1956, hvor han nåede at medvirke i over 60 produktioner.
Udover at medvirke i adskillige film var Torsten Wahlund berømt for sin karakteristiske stemme. Her blev han ofte hyret som speaker i forskellige sammenhænge, såsom tv-reklamer og oplæsning af lydbøger.

## Udvalgt filmografi
- Raggartøsen (1962)
- Protest (1963)
- Wild West Story (1964)
- Vi på Krageøen (1964)
- Troldungen på Krageøen (1965)
- Sørøverne på Krageøen (1966)
- Jeg elsker - du elsker (1968)
- Eriksson (1969)
- Landet ved verdens ende (1974)
- Sensommerdage (1978)
- Manden der blev millionær (1980)
- Time out (tv-serie, 1982)
- Distrikt 5 (tv-serie, 1983)
- Strindberg - et liv (tv-serie, 1985)
- Blood Tracks (1985)
- Varuhuset (tv-serie, 1988)
- Venus 90 (1988)
- Tre kärlekar (tv-serie, 1989)
- Smash (tv-serie, 1990)
- Storstad (tv-serie, 1991)
- Beck (tv-serie, 1998)
- De tre venner og Jerry (animeret tv-serie, 1998-1999)
- Naken (2000)
- Sunes verden (animeret tv-serie, 2002-2003)
- Belinder auktioner (tv-serie, 2003)